# L'Ascension-de-Patapédia
Pour les articles homonymes, voir Ascension et Patapédia.
L'Ascension-de-Patapédia est une municipalité du Québec située dans la MRC d'Avignon dans la région administrative de la Gaspésie–Îles-de-la-Madeleine.
L'Ascension-de-Patapédia est un village de 164 habitants (2016) et est surtout reconnu pour son belvédère de la rivière Ristigouche, le Soleil d'Or.

## Histoire
À sa fondation, en 1937, L'Ascension-de-Patapédia se nommait L'Ascension-de-notre-Seigneur. En 1968, l'appartenance à l'une des rivières des environs, la Patapédia, fut appliquée. « Patapédia » est un mot du langage amérindien signifiant courant capricieux. Pendant de nombreuses années, L'Ascension-de-Patapédia faisait l'objet d'une activité d'été fort prisée par les habitants des environs, le Carnaval du Sourire. La dernière édition du Carnaval a eu lieu au début des années 1990. Par la suite, L'Association Sportive du village décida de maintenir le Carnaval d'hiver. Depuis, le Carnaval d'hiver de L'Ascension-de-Patapédia est une rencontre de grande envergure pour tous les amateurs de sentiers de motoneige et de courses à traîneaux à chiens.

## Géographie
Accessible par la route 132, L'Ascension est un plateau se retrouvant entre Amqui et Matapédia, le village ayant donné son nom à la plus grande étendue d'eau douce en Gaspésie.
L'Ascension-de-Patapédia est un endroit peu peuplé, mais bien connu des habitants de sa région, pour se terminer sur la frontière Nouveau-Brunswick-Québec, la rivière Restigouche. Cette dernière est très prisée pour une activité typique et fort appréciée dans la Vallée de la Matapédia, la pêche au saumon. Longue de 200 km, la rivière prend sa source dans la province voisine, le Nouveau-Brunswick.

## Démographie
| 1996 | 2001 | 2006 | 2011 | 2016 | 2021 |
| ---- | ---- | ---- | ---- | ---- | ---- |
| 267  | 231  | 214  | 190  | 164  | 164  |

## Administration
Les élections municipales se font en bloc pour le maire et les six conseillers.
| L'Ascension-de-Patapédia Maires depuis 2001                                                                          |                   |         |          |
| Élection | Maire             | Qualité | Résultat |
| 2001 | Georgette G. Horn |         | Voir     |
| 2005 | Rémi Gallant      |         | Voir     |
| 2009 | Rémi Gallant      | Voir    |          |
| 2013 | Rémi Gallant      | Voir    |          |
| 2017 | Guy Richard       |         | Voir     |
| 2021 | Guy Richard       | Voir    |          |
| Élection partielle en italique Depuis 2005, les élections sont simultanées dans toutes les municipalités québécoises |                   |         |          |

## Attraits

### Soleil d'Or
Situé en altitude (335 mètres, 1100 pieds), le site comprend un camping, plusieurs sentiers pédestres et même un chalet pouvant être loué. Un deuxième site d'observation est accessible par le biais des sentiers pédestres.
Le belvédère a, au fil des ans, subi de nombreuses modifications, pour finalement devenir un site récréatif, endroit de détente et de découverte de ce coin de la Gaspésie, loin de la pollution et des grosses agglomérations.